# Tolsti Vrh pri Mislinji
Tolsti Vrh pri Mislinji este o localitate din comuna Mislinja, Slovenia, cu o populație de 168 de locuitori.